# Nicolaas Kuiper

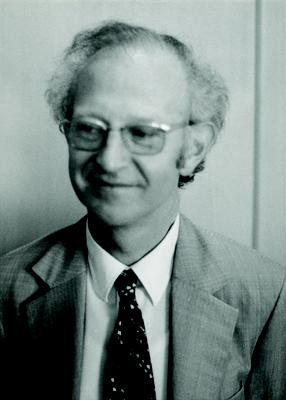
Nicolaas Kuiper

Nicolaas Hendrik Kuiper (ur. 1920, zm. 1994) – holenderski matematyk, twórca używanego w statystyce testu Kuipera oraz twierdzenia Kuipera.